# Mały Wodniściak
Mały Wodniściak – niewielki i wąski żleb w Dolinie Miętusiej w Tatrach Zachodnich. Opada w północno-zachodnim kierunku z wysokości około 1400 m spod Kobylarza do Wyżniej Miętusiej Równi (około 1220 m). Spływa nim okresowo niewielki strumyk gubiący się w piargach u wylotu żlebu.
W Dolinie Miętusiej istnieje jeszcze drugi, większy żleb Wodniściak. Wyloty obydwu tych żlebów znajdują się obok siebie.